# جوشکاری الگویی

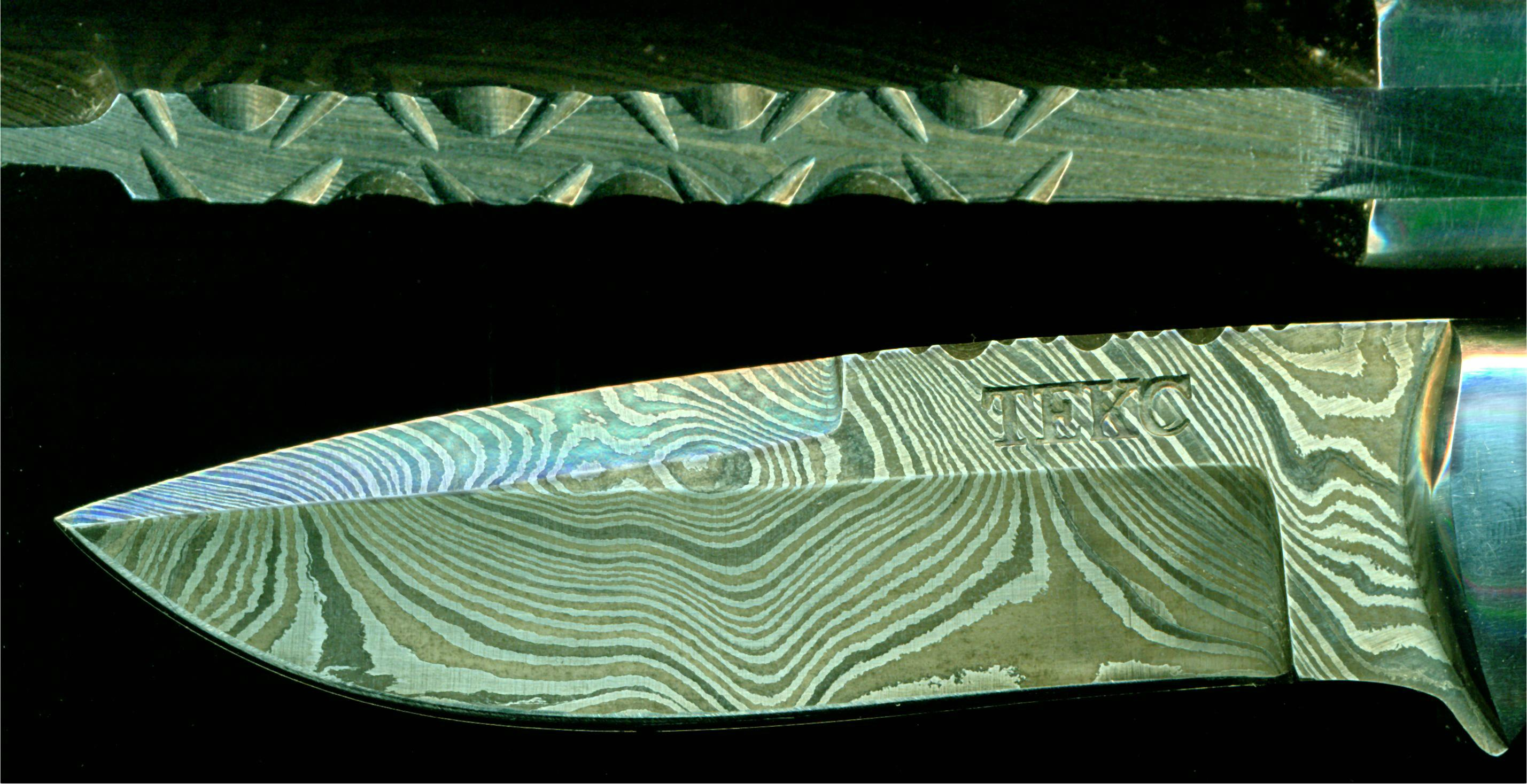
تصویر با وضوح بالا از یک الگوی مدرن با تیغه چاقو جوش داده شده، نشانگرهای دراماتیک در سمت پایین است و همچنین لایه بندی فولاد در ستون فقرات بالا. اکتیو اسید 1080 فولاد کربن ساده را تیره تر از فولاد نیکل آلیاژی است ، این الیاژ تولید کننده نوار های متناوب نور و تاریک بر روی سطح است.

جوشکاری الگوی  عمل ساخت شمشیر و چاقو تشکیل یک تیغه از چندین قطعه فلزی از ترکیبات مختلف است که با هم جوش داده می شده و دستکاری شده اند تا یک الگوی منظم ایجاد کنند. اغلب به نام (مدرن) فولاد دمشق ، تیغه های جعلی در این روش اغلب از طول آن‌ها قابل تشخیص است. این نوارها را می توان برای صحنه های زیبایی با پرداخت مناسب یا اچ کردن اسید برجسته کرد . جوشکاری الگوی یک رشد فولاد روکش شده یا پوشیده شده بود ، یک تکنیک مشابه برای ترکیب فولادهای مختلف محتوای کربن ، یک ترکیب مطلوب دارای سختی خوبی بود. اگر چه فرایند تولید فولاد در حال حاضر نیاز به ترکیب فولادهای مختلف را نفی می کند،  جوشکاری الگویی فولاد هنوز برای ساخت اثرات زیبا استفاده می شود و برای ان ساقرش داده می شود.

## تاریخ

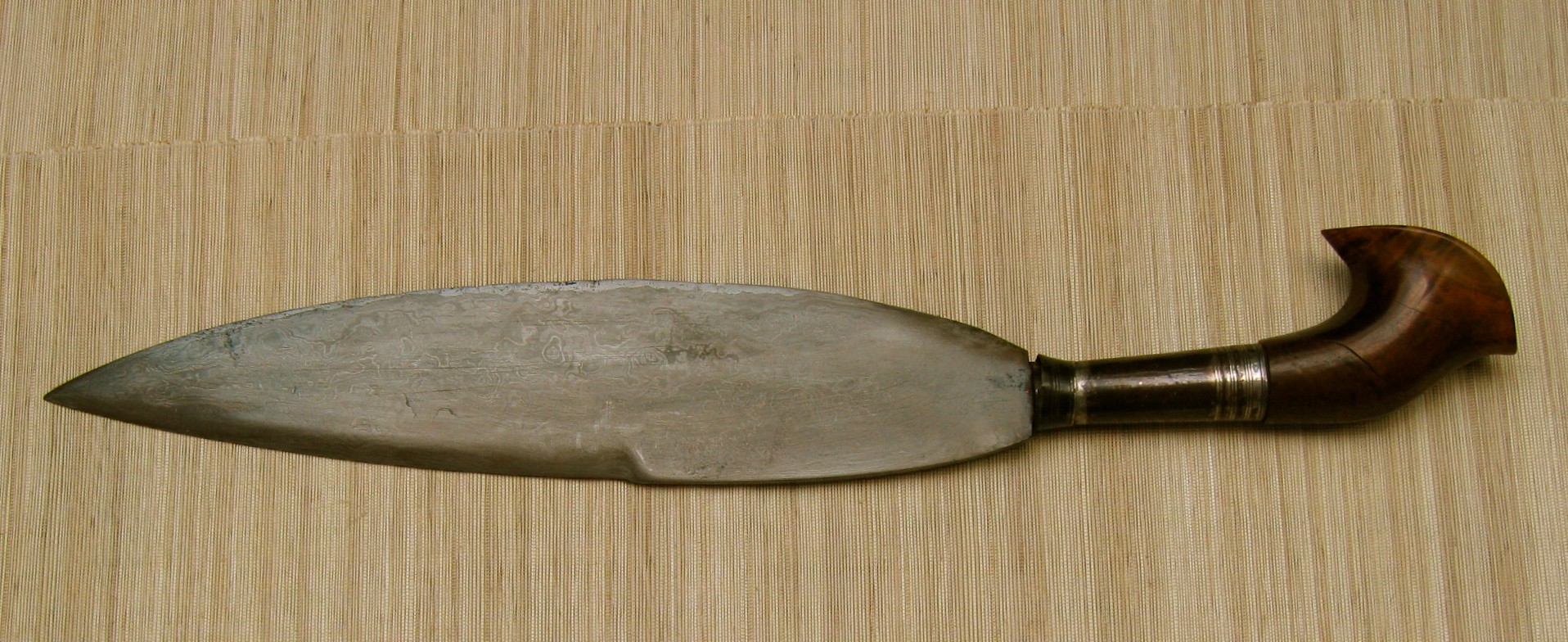
Pattern-welded 19th century Moro (Philippine) barung sword

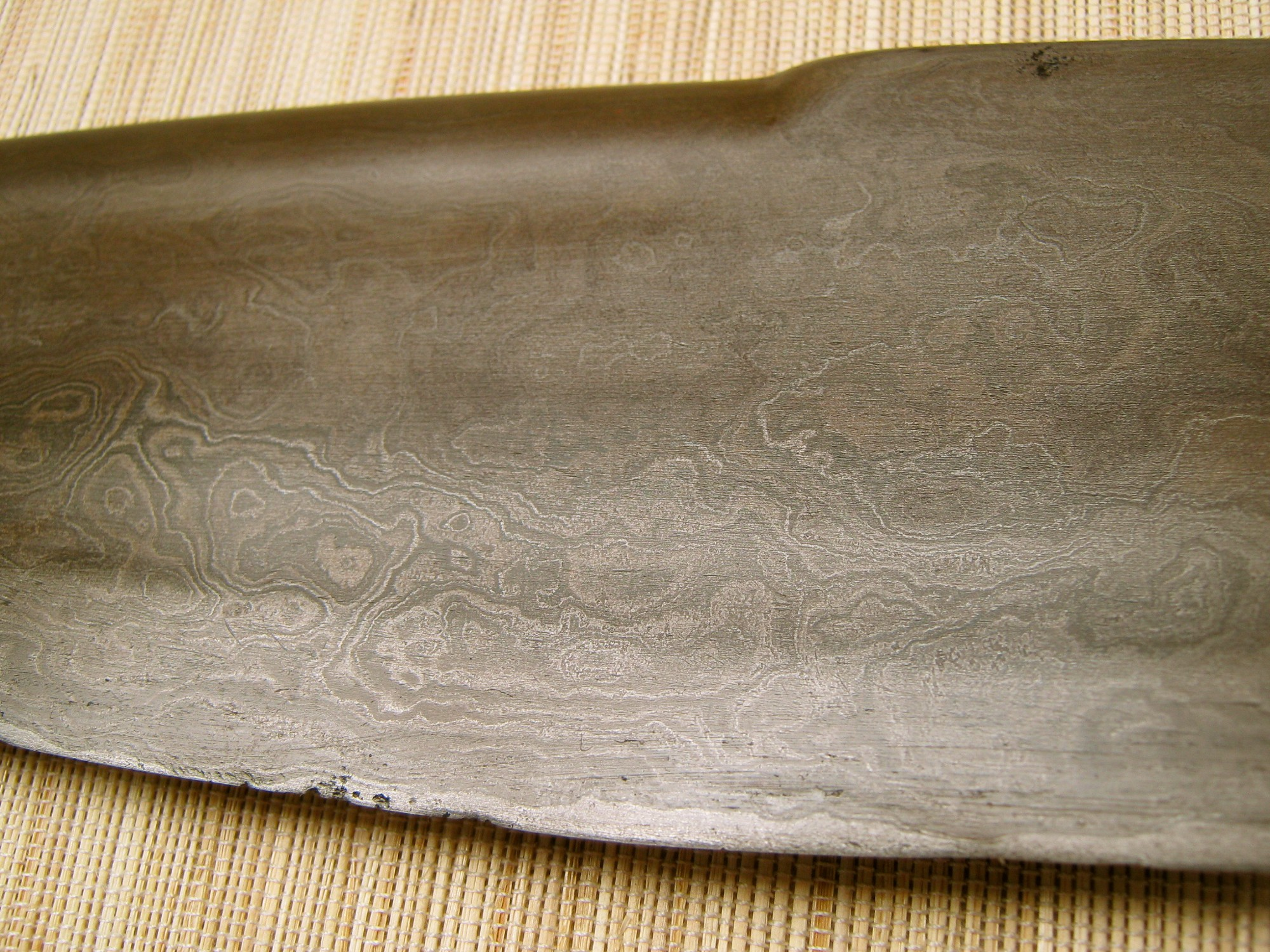
Close-up view of the blade of the same Moro barung

جوشکاری الگوی از فرایند لزوماً پیچیده ساختن تیغه هایی که هر دو سخت است و از خروجی نامنظم و نامناسب از ذوب آهن اولیه در کوره ی اهن خالص بوجود می اید . جوشکاری به اندازه کافی برای خرد کردن آهن و فولاد کاربرد ندارد، بلکه سنگ آهن اکسیدی را به ذرات آهن خالص کاهش می دهد که سپس به یک جرم آهن اسفنجی متصل می شود که شامل قطعاتی از ناخالصی ها در یک ماتریس نسبتاً خالص آهن است. که بسیار نرم است تا یک تیغه خوب ایجاد کند. از کربوهیدرات میله آهن نازک و یا صفحات به شکل یک لایه از سخت تر، فولاد کربن بالا بر روی سطح، و تیغه دار و زودهنگام آن این میله ها و یا صفحات با هم ایجاد به شکل میله نسبتاً همگن از فولاد است. این فرایند لمینیت، که در آن انواع مختلف فولاد با هم تولید الگوهایی می شود که در سطح تیغه های تکمیل دیده می شود، پایه ای برای جوشکاری الگو است.

### جوشکاری الگوی در اروپا
در قرن دوم و سوم قرن بیستم، سلتس علاوه بر دلایل ساختاری، معماری جواهری نیز برای دکوراسیون استفاده می شود. این تکنیک شامل تاشو کردن و جعل کردن لایه های متناوب فولاد به میله ها می شود و سپس فولاد را به شکل پیچیده تبدیل می کند تا زمانی که به یک تیغه تبدیل شود. در قرن 6 و 7، جوشکاری الگوی به سطح رسیده بود که لایه های نازک فولاد الگوی بر روی یک هسته نرم نرم پوشیده شده بود و شمشیرها به مراتب بهتر عمل می کردند چون آهن آنها را یک هسته انعطاف پذیر و پرجرم می دانست شوک از ضربه زدن به شمشیر برای جلوگیری از خم شدن و یا ضربه زدن تیغه. مسلماً معروف ترین گروه شمشیرهای وایکینگ با سیم کشی الگوریتم - و اتفاقا یکی از اولین نمونه های شناخته شده که با وجود یک نام تجاری افزایش می یابد، شمشیرهای Ulfberht (اسم خاص این شمشیر است) است که 166 مورد آن وجود دارد. در پایان دوره وایکینگ ، الگوی جوشکاری در اروپا به کار رفته است.
در طول قرون وسطی ، فولاد دمشق در هند تولید شد و به اروپا بازگشت. شباهت های این نشانه ها، بسیاری معتقد بودند که همان فرایندی است که استفاده می شود، و جوشکاری الگوی توسط اسمیت های اروپایی که سعی در تکرار فولاد دمشق داشتند احیا شد. در حالی که روش های استفاده شده توسط دمشق برای ساخت تیغه های خود را از بین رفته است، تلاش های اخیر متالورژیست ها و تیغه سازان (مانند Verhoeven و Pendray) برای تولید فولاد با ویژگی های یکسان باعث شده است فرایندی که شامل الگوی جوشکاری نیست. با این حال حتی این تلاش ها موفق نبوده است.
تکنیک مشابهی نیز توسط شمشیرهای قرون وسطی اسکاندیناوی استفاده شده است. امروزه چاقو مورا با تکنیک مشابه ساخته شده است. امروزه فولاد تیغه معمولی به ندرت استفاده می شود، اما فولاد کربن بالا معمولاً ابزار فولادی یا فولاد ضد زنگ است . 

### استفاده تزئینی مدرن
ساندویچ های باستان از ویژگی های زیبایی شناسی فولاد جوش داده شده بهره برداری می کنند. به طور خاص، وایکینگها دوست داشتند میله های پیچ و مهره فولادی را در اطراف یکدیگر بچرخانند، جوشکاری با استفاده از چکش و سپس تکرار فرایند با میله های حاصل، برای ایجاد الگوهای پیچیده در نوار فولاد نهایی. دو قوطی پیچیده در جهت مخالف، الگوی شفن مشترک را ایجاد کرد. اغلب، مرکز تیغه یک هسته فولادی نرم است و لبه ها فولاد کربن جامد است که شبیه به ورقه های ژاپنی است.
به عنوان مثال، آزمون آمریکایی Bladesmith Society Master Smith نیاز به یک تیغه 300 لایه دارد که باید جعلی باشد. تعداد زیادی از لایه ها به طور کلی توسط تاشو تولید می شود، که در آن تعداد کمی از لایه ها با هم جوش داده می شوند، سپس خالی به نصف می رسد، انباشته می شود و دوباره جوش داده می شود، با هر عملیات تعداد لایه ها دو برابر می شود. با شروع شدن فقط دو لایه، هشت عملیات تاشو 512 لایه را خالی می کنند. زمین تله ای از این خمیر یک دانه را شبیه یک برش از یک بلوک چوب با تغییرات تصادفی مشابه در الگوی نشان می دهد. برخی از اشیا های تولید شده را می توان دوباره به قالب های جوش داده شده الگوی. "کابل دمشق"، فرفورژه از کربن بالا کابل چند رشته، یک آیتم محبوب برای bladesmiths به تولید، تولید، الگوی ذرات ریز پیچ خورده، در حالی که اره برقی زنجیره تولید یک الگوی از حباب به صورت تصادفی قرار از رنگ.
برخی از سازندگان مدرن با استفاده از روش های معمول جوشکاری، و همچنین با تکنولوژی جدید، جوشکاری الگوی جوشکاری را برای ارتفاعات جدید انجام داده اند. شمش لایه ای از میله های فولادی با تیغه های خالی برش عمودی به لایه ها می تواند الگوهای خاصی از جمله موزاییک یا حتی نوشتن را تولید کند. متالورژی پودر اجازه می دهد آلیاژهای که به طور معمول سازگار نیست به میله های جامد ترکیب شده است. درمان های مختلف فولاد پس از آن زمین و جلا، مانند bluing ، اچ، و یا انواع مختلف درمان سطوح شیمیایی که واکنش متفاوت به فلزات مختلف استفاده می شود، می تواند بر روی فولاد روشن و کنتراست بالا تولید کند. برخی از اساتید کارشناسی ارشد، تا آنجا که از تکنیک هایی مانند ماشینکاری الکتریکی برای کاهش الگوهای همپوشانی خارج از فولادهای مختلف استفاده می کنند، به هم متصل می شوند، سپس مونتاژ حاصل را به یک بلوک جامد از فولاد جوش می کنند.

## همچنین نگاه کنید
- فولاد دمشق ، فولادی است که در دوره قرون وسطی در ساخت سلاح استفاده می شود
- فولاد Wootz ، فولاد تیتانیوم هند
- فولاد Bulat ، یک فولاد تیتانیوم روسی
- ساخت شمشیر ژاپنی شامل شکل خاصی از جوشکاری الگوی است. 
  - همون (شمشیر)
- Mokume-gane ، تکنیک مشابهی که اغلب شامل فلزات گرانبها است، برای تولید قطعات تزئینی استفاده می شود